# Азер Салахли
Азер Валхад огли Салахли (азерб. Salahlı Azər Vəlhəd oğlu, нар. 11 квітня 1994, Баку, Азербайджан) — азербайджанський футболіст, захисник клубу «Кешля» та національної збірної Азербайджану з футболу.

## Клубна кар'єра
Азер Салахли народився у Баку. Грати у футбол починав у молодіжній команді столичного клубу «Кешля». У 2012 році Салахли підписав з клубом професійний контракт. Але в основі зіграв лише один матч. Влітку 2015 року,перебуваючи в якості капітана молодіжної збірної Азербайджану Салахли перейшов до складу «Карабаха». Вже наступного літа під час літнього трансферного вікна Салахли на правах оренди відправився у клуб «Сумгаїт». З яким у 2017 році підписав однорічний контракт.
Після завершення контракту з «Сумгаїтом», у 2018 році Салахли повернувся до своєї першої команди - столичної «Кешлі».

## Збірна
З 2010 року Азер Салахли викликався до юнацьких та молодіжної збірних Азербайджану. У 2020 році він дебютував у національній збірній Азербайджану. 11 листопада 2021 року у матчі відбору до ЧС - 2022 проти команди Люксембургу Салахли відмітився дебютним голом у складі національної збірної.

## Досягнення
Карабах
 Чемпіон Азербайджану: 2015/16
 Переможець Кубка Азербайджану: 2015/16
Кешля
 Срібний призер чемпіонату Азербайджану (2): 2013/14, 2014/15
Азербайджан (U-23)
- Переможець Ісламські ігри солідарності: 2017